# Nagib Mahfuz

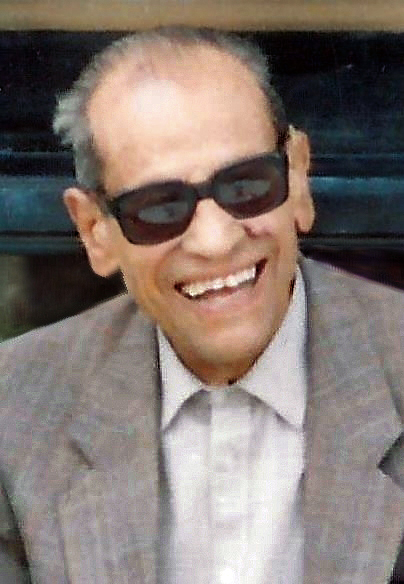
Nagib Mahfuz in den 1990er Jahren

Nagib Mahfuz (arabisch نجيب محفوظ, DMG Naǧīb Maḥfūẓ, auch Nagib Machfus, Nadschib Mahfus, Naguib Mahfouz, Nadjib Mahfus; * 11. Dezember 1911 in Kairo; † 30. August 2006 ebenda) war ein ägyptischer Schriftsteller. Er galt als einer der bedeutendsten Autoren seines Landes und als einer der führenden Intellektuellen der arabischen Welt. 1988 wurde er als erster arabischsprachiger Autor mit dem Literaturnobelpreis ausgezeichnet.

## Leben
Der Sohn eines Beamten wurde nach Professor Nagib Pascha Mahfuz (1882–1974) benannt, einem berühmten koptischen Arzt, der seine Entbindung beaufsichtigte. Nagib Mahfuz wuchs in einer strenggläubigen muslimischen Familie im Kairoer Stadtviertel ʿAbbāsīya auf, das er später in vielen seiner Romane beschrieb. Nach der Schulzeit studierte er Philosophie, ab den 1930er Jahren arbeitete er als Beamter im ägyptischen Bildungsministerium.
Neben seiner Arbeit verfasste er Kurzgeschichten und veröffentlichte 1939 den ersten von drei Romanen über die Pharaonenzeit. Angesichts des halbkolonialen Status Ägyptens zur Zeit von König Faruq stellten diese historischen Romane den Versuch dar, mit ihrer Rückbesinnung auf eine große Vergangenheit den zeitgenössischen ägyptischen Nationalismus zu stärken. In dieser Zeit lernte Mahfuz Sayyid Qutb kennen, der damals eher an Literaturkritik interessiert war und sich erst später zu einem führenden islamischen Fundamentalisten entwickelte.
Mitte der 1940er Jahre wandte er sich in realistischen Romanen zeitgenössischen Themen zu. Nach Die Midaq-Gasse wurde ihm mit seiner Kairoer Trilogie (Zwischen den Palästen, Palast der Sehnsucht und Zuckergässchen) die uneingeschränkte Anerkennung als führender Schriftsteller zuteil. In diesen drei Werken, die ihn weltweit berühmt machten, erzählt er die Geschichte einer Kairoer Kaufmannsfamilie über drei Generationen hinweg. Sie spürt den Wandlungsprozessen nach, welche die Gesellschaft während der ersten Hälfte des 20. Jahrhunderts aufgrund der Modernisierung und der Kontakte mit dem Westen durchläuft. Die Trilogie brachte Mahfuz den ägyptischen Staatspreis für Literatur ein.
Für Aufsehen ganz anderer Art sorgte Mahfuz 1959 mit seinem Roman Die Kinder unseres Viertels, eine Parabel auf die Menschheitsgeschichte, indem er dort Figuren auftreten lässt, die an Adam, Moses, Jesus und Mohammed erinnern. Nachdem die ersten Kapitel des Buches in der regierungsamtlichen Zeitung al-Ahram erschienen waren, erzwangen Proteste konservativer islamischer Kreise die Einstellung des Vorabdrucks. Der komplette Roman konnte angesichts der anhaltenden Empörung der streng Religiösen wegen angeblicher Gotteslästerung in Ägypten erst 2006 auf Arabisch erscheinen. Davor wurde er in Kairo von der American University Press auf Englisch und im Libanon auf Arabisch verlegt.
Neben Romanen, Kurzgeschichten und Essays verfasste Mahfuz auch Drehbücher. Zahlreiche seiner Werke wurden verfilmt, u. a. Qasr asch-Schauq (Palast der Sehnsucht, 1967) und As-sukkariyya (Zuckergässchen, 1972) mit Nour El-Sherif. Der 1995 unter der Regie von Jorge Fons entstandene Film Midaq Alley nach Mahfuzs Roman Die Midaqgasse wurde mit dem Gran Coral ausgezeichnet.
1994 wurde Nagib Mahfuz von zwei islamistischen Attentätern unweit seines Hauses in Kairo angegriffen. Seine Messerstiche in den Hals überlebte er schwerverletzt.
1992 wurde er als auswärtiges Ehrenmitglied in die American Academy of Arts and Letters und 2002 in die American Academy of Arts and Sciences gewählt.
Im Sommer 2006 berichteten Medien, dass Mahfuz schwer erkrankt sei. Er starb am 30. August 2006 in einem Kairoer Krankenhaus.

## Politische Position, internationale Wirkung

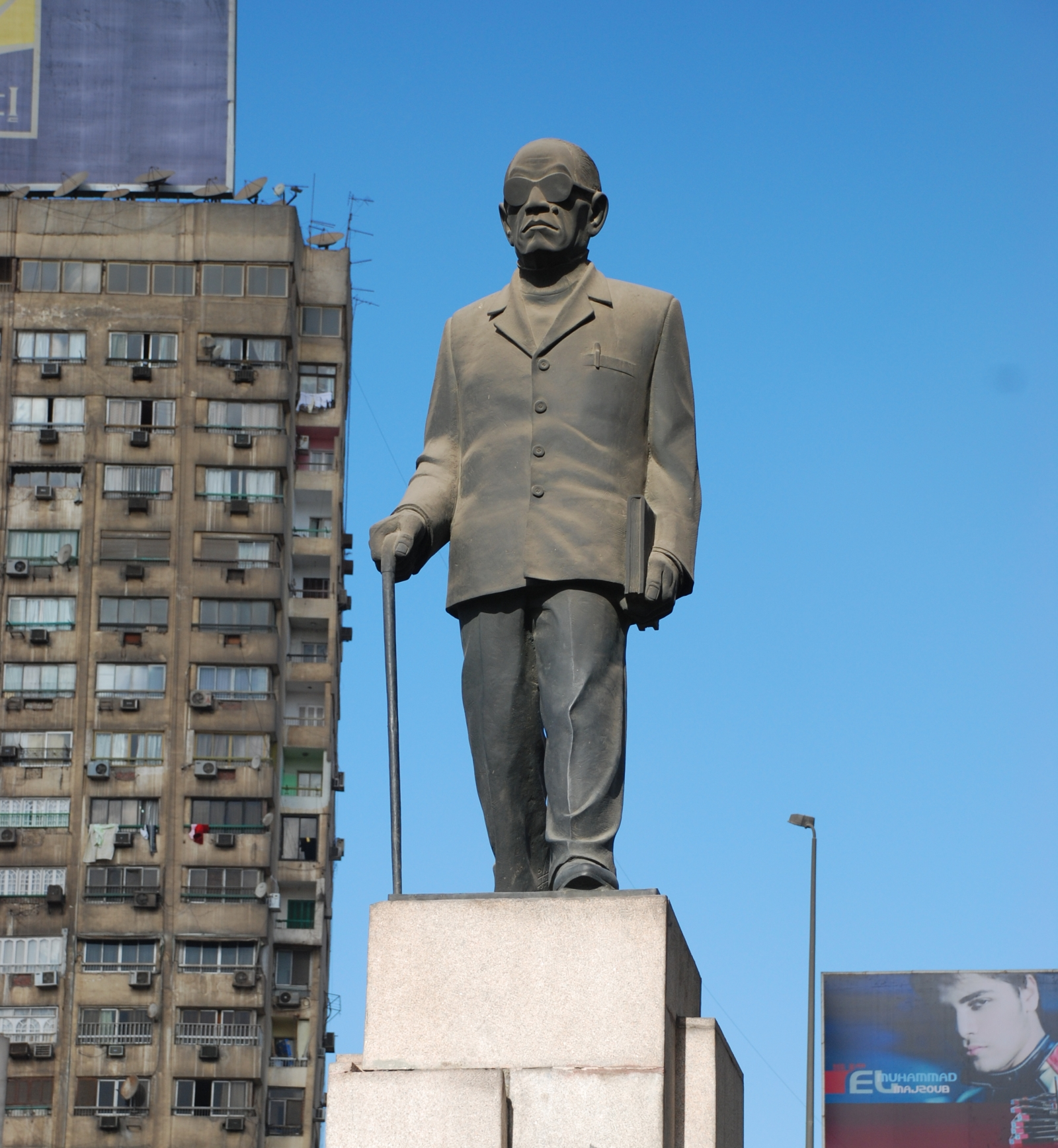
Nach der Nobelpreisverleihung wurde in Kairo, an einer verkehrsreichen Straße am westlichen Nilufer, ein Denkmal für Mahfuz aufgestellt

Wegen seiner Unterstützung des Friedensprozesses mit Israel wurde Mahfuz zum Ziel scharfer Kritik aus fundamentalistischen und arabisch-nationalistischen Kreisen. Die Nobelpreisverleihung 1988 wurde von Islamisten als Provokation seitens des Westens empfunden. Der in den USA wegen Terrorismus zu lebenslanger Haft verurteilte radikale Geistliche Omar Abdel-Rahman, der 2017 in der Haft starb,  verhängte in einer Fatwa ein Todesurteil über den Preisträger. Am 14. Oktober 1994 wurde Mahfuz im Alter von 82 Jahren als Opfer eines Mordanschlags lebensgefährlich verletzt, so dass er fortan mit Personenschutz leben musste.
Mahfuz trat jedoch nach wie vor gegen die Ideen eines fundamentalistischen Islam sowie für eine Trennung von Staat und Religion und für eine säkulare, demokratische Gesellschaftsordnung ein.
Im Jahr 1996 unterstützte er die Veröffentlichung des Buches Les Mythes fondateurs de la politique israélienne (Die Gründungsmythen der israelischen Politik) des Holocaustleugners Roger Garaudy, ohne sich von dessen Behauptung, der Holocaust sei lediglich eine zionistische Erfindung, zu distanzieren. Garaudy, der wegen des Verbotsverfahrens gegen das Buch in Frankreich zur Kairoer Buchmesse 1998 eingeladen war, wurde anschließend in Frankreich verurteilt und sein Buch verboten.

## Attentatsversuch und Folgen
Die Veröffentlichung von „Die satanischen Verse“ belebte die Kontroverse um Mahfouz' Roman „Die Kinder unseres Viertels“ wieder. Es folgten Todesdrohungen gegen Mahfouz, darunter auch eine von dem „blinden Scheich“ Omar Abdul-Rahman, der in Ägypten geboren wurde. Mahfouz erhielt polizeilichen Schutz, aber 1994 gelang es einem Extremisten, den 82-jährigen Schriftsteller anzugreifen, indem er ihn vor seinem Haus in Kairo in den Hals stach.
Er überlebte, war jedoch dauerhaft durch Schäden an den Nerven seines rechten Armes beeinträchtigt. Nach dem Vorfall konnte Mahfouz nur noch wenige Minuten am Tag schreiben und produzierte daher immer weniger Werke. Anschließend lebte er unter ständigem Personenschutz. Schließlich wurde Anfang 2006 der Roman in Ägypten mit einem Vorwort von Ahmad Kamal Aboul-Magd veröffentlicht. Nach den Bedrohungen blieb Mahfouz mit seinem Anwalt Nabil Mounir Habib in Kairo. Mahfouz und Mounir verbrachten die meiste Zeit in Mounirs Büro; Mahfouz nutzte Mounirs Bibliothek als Referenz für die meisten seiner Bücher. Mahfouz blieb bis zu seinem Tod bei Mounir.

## Werke (Auswahl)
- 1939: Cheops (عبث الأقدار) – deutsch 2005, ISBN 3-293-00349-4
- 1943: Radubis (رادوبيس) – deutsch 2006, ISBN 3-293-00365-6
- 1945: Das junge Kairo – deutsch 2011, ISBN 978-3-293-00432-0
- 1947: Die Midaq-Gasse (زقاق المدق) – deutsch 1985, ISBN 3-293-20008-7
- 1950: Anfang und Ende (بداية ونهاية) – deutsch 2002, ISBN 3-293-20228-4
- 1956: Zwischen den Palästen (بين القصرين) – deutsch 1996, Kairoer Trilogie, Teil 1, ISBN 3-293-20065-6
- 1957: Palast der Sehnsucht (قصر الشوق) – deutsch 1996, Kairoer Trilogie, Teil 2, ISBN 3-293-20075-3
- 1957: Zuckergässchen (السكرية) – deutsch 1996, Kairoer Trilogie, Teil 3, ISBN 3-293-20080-X
- 1959: Die Kinder unseres Viertels (اولاد حارتنا) – deutsch 1990, ISBN 978-3-293-20378-5
- 1961: Der Dieb und die Hunde (اللص والكلاب) – deutsch 1993, ISBN 3-293-20027-3
- 1964: Die Spur (الطريق) – deutsch 1991, ISBN 3-293-00177-7
- 1965: Der Rausch (الشحاذ) – deutsch 2005, ISBN 978-3-293-20327-3
- 1966: Das Hausboot am Nil (ثرثرة فوق النيل), Edition Orient – deutsch 1982, ISBN 3-922825-06-0
- 1966: Geschwätz auf dem Nil (ثرثرة فوق النيل), Edition Orient – deutsch-arabisch 2009, ISBN 978-3-922825-76-0
- 1967: Miramar (ميرامار) – deutsch 1989, ISBN 3-293-00150-5
- 1974: Karnak-Café (الكرنك) – deutsch 2009, übersetzt von Doris Kilias, Unionsverlag, Zürich ISBN 978-3-293-00400-9; Taschenbuch 2010: ISBN 978-3-293-20501-7
- 1975: Ehrenwerter Herr, 1975 (حضرة المحترم) – deutsch 2004, ISBN 3-293-20297-7
- 1977: Das Lied der Bettler (ملحمة الحرافيش) – deutsch 1995, ISBN 3-293-00219-6
- 1981: Die Nacht der tausend Nächte (ليالي ألف ليلة) – deutsch, ISBN 3-293-20158-X
- 1983: Die Reise des Ibn Fattuma (رحلة ابن فطومه) – deutsch 2004, ISBN 3-293-00337-0
- 1985: Echnaton: Der in der Wahrheit lebt (العائش فى الحقيقة) – deutsch 1999, ISBN 3-293-00267-6
- 1985: Der letzte Tag des Präsidenten (يوم قتل الزعيم) – deutsch 2001, ISBN 3-293-00288-9
- 1988: Qushtumur (قشتمر) – englisch 2013, ISBN 978-1-61797-315-4
- 1994: Echo meines Lebens (أصداء السيرة الذاتية) – deutsch, ISBN 3-293-20185-7
- Die Moschee in der Gasse, Erzählungen – deutsch 1978, ISBN 3-379-00517-7
- Die segensreiche Nacht, Erzählungen – deutsch 1994, ISBN 3-293-20036-2
- 2005: Das Buch der Träume – deutsch 2007, übersetzt von Doris Kilias, Unionsverlag, Zürich, ISBN 978-3-293-00376-7